# Rules for Werewolves
Rules for Werewolves es un cortometraje dirigido por Jeremy Schaulin-Rioux y protagonizado por Finn Wolfhard y Kelcey Mawema.

## Sinopsis
Mientras un grupo de adolescentes saquean un domicilio para obtener comida y ropa, uno de ellos rememora qué le ha llevado hasta esa situación y cómo le ha cambiado vivir en la calle.

## Reparto
- Finn Wolfhard como Bobert
- Kelcey Mawema como Tanya
- Ryan Robbins como Detective Hanson
- Samantha Hum como Detective Davis
- Lina Renna como The Littlest Werewolf
- Dexter Sherwood como Tom
- Violet Nelson como Rebecca
- M.J. Kokolis como Carl